# Atactorhynchinae
Sous-famille
Les Atactorhynchinae sont une sous-famille de vers parasites de l'embranchement des acanthocéphales (vers à tête épineuse). Les acanthocéphales sont de petits animaux vermiformes parasites de vertébrés dont la taille varie entre 1 mm et 70 cm. Ils sont caractérisés par un proboscis rétractable portant des épines courbées en arrière qui leur permet de s'accrocher à la paroi intestinale de leurs hôtes.

## Liste des genres et espèces
Cette sous-famille comprend trois genres composés des espèces suivantes :
- Atactorhynchus Chandler, 1935

1. Atactorhynchus verecundus Chandler, 1935

- Floridosentis Ward, 1953

1. Floridosentis mugilis (Machado, 1951)

- Tanaorhamphus Ward, 1918

1. Tanaorhamphus longirostris (Van Cleave, 1913)